# Сверкер I
Сверкер I Кольссон (также известен как Сверкер Старший — швед. Sverker den äldre) — шведский король, правивший страной с 1130 по 1156 гг.

## Биография
После смерти Инге Младшего на престол взошел Рагнвальд Глупый, который не только не смог удержать власть в своих руках, но и упустил контроль свеев над гётами. В 1130 году в Эстергётланде новым королём был избран Сверкер Кольссон, внук конунга Блот-Свена. В начале своего правления Сверкер победил Магнуса Сильного и вернул под свой контроль Вестергётланд. Теперь под его властью оказалась вся Швеция. О последующих 26 годах его правления практически ничего не известно. Сверкер основал монастыри Альвастра (в 1143 г.), Нюдала и Варнхейм.
Согласно русским летописям, именно при Сверкере I в 1142 году начались первые конфликты между Швецией и недавно основанной Новгородской республикой. Этому предшествовал столетний период мира, который был гарантирован династическими браками между правящими домами.
Сверкер был убит своим дружинником (либо, по списку королей, личным конюхом) на мосту недалеко от основанного им монастыря Альвастра, подходя к заутренней на Рождество в 1156 г. Это считалось шокирующим преступлением даже в Средневековье. Возможно убийцей был претендент на престол Магнус Хенрикссон.

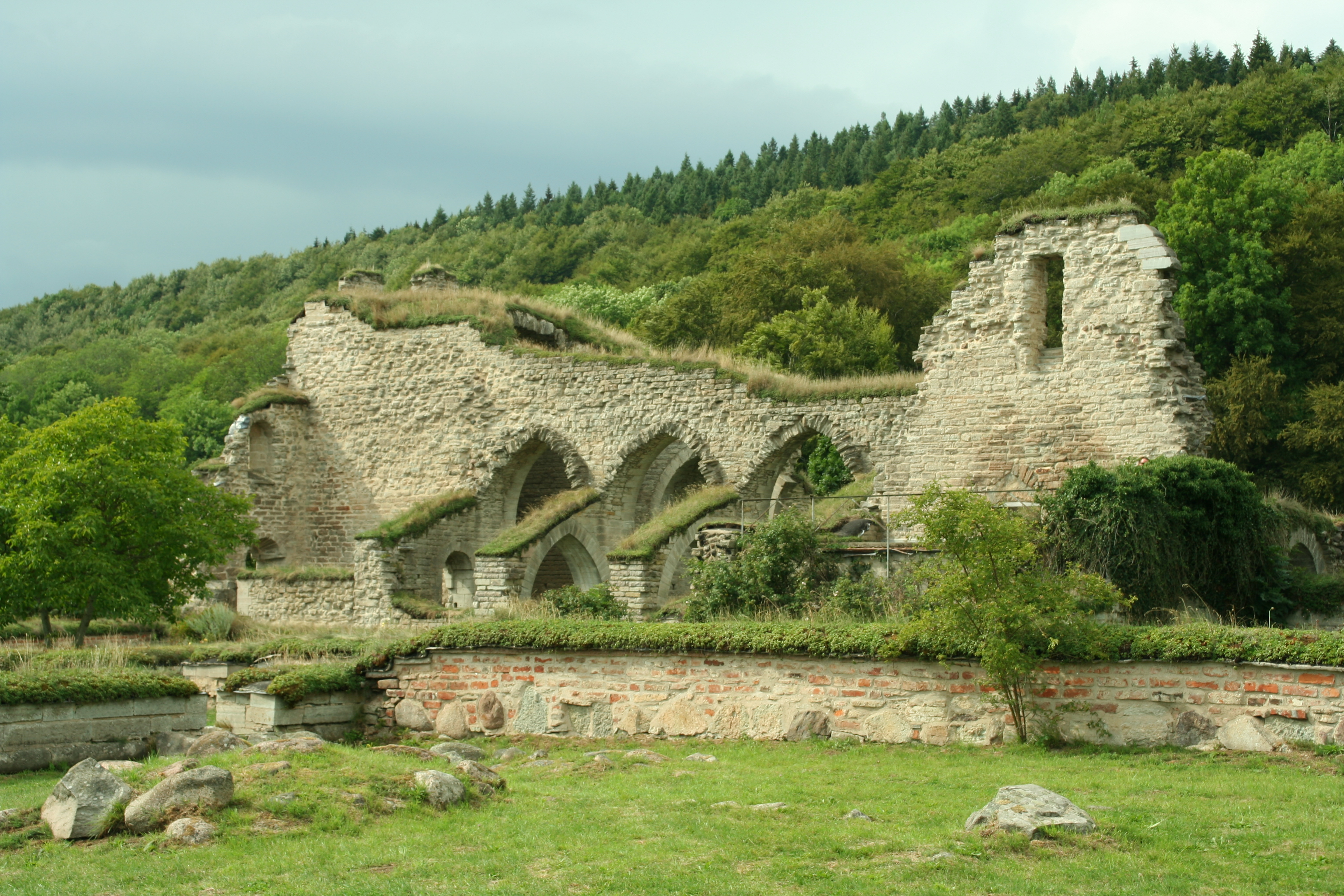
Руины монастыря Альвастра, основанного Сверкером I, в котором он был похоронен

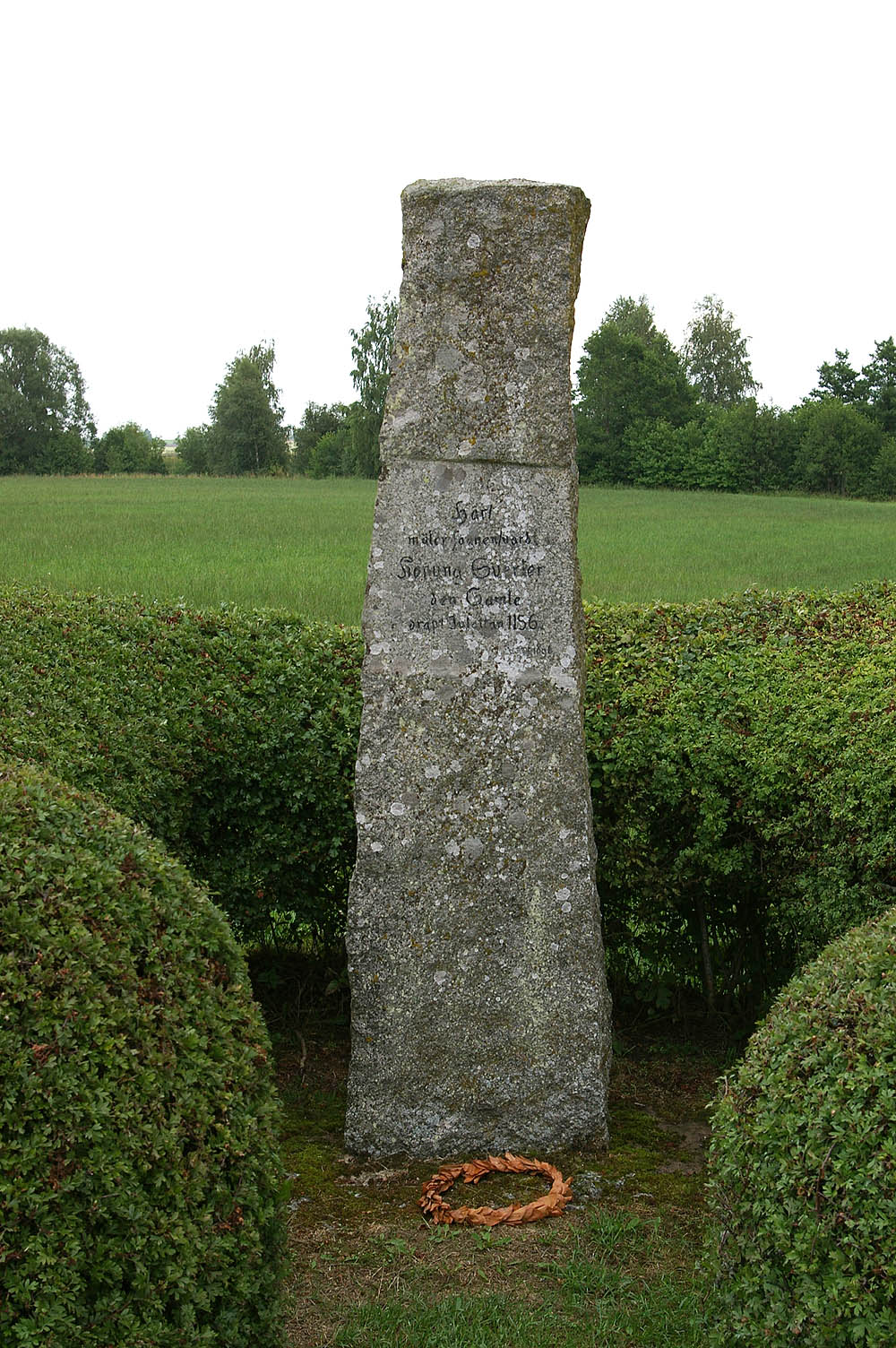
Мемориальный камень,установленный рядом с мостом, на котором по преданию был убит Сверкер I